# 獣拳戦隊ゲキレンジャー
『獣拳戦隊ゲキレンジャー』（じゅうけんせんたいゲキレンジャー）は、2007年2月18日から2008年2月10日まで、テレビ朝日系列で毎週日曜7:30 - 8:00（JST）に全49話が放送された、東映制作の特撮テレビドラマ、および劇中で主人公たちが変身するヒーローの名称。キャッチコピーは、「高みを目指して、学び、変わる!」。ハイビジョン制作。

## 概要
本作品は、モチーフを中国武術と動物に置く。「獣拳」と呼ばれる架空の拳法を題材にし、過去に袂を分かった正邪2流派の相克の中で、両派の拳士が「学び成長」していく姿を描いている。敵側に戦隊側と同格の比重を持たせ並列に描写することにより、大河ドラマ的なストーリー展開を目指した作品である。スタート時は3人編成の戦隊であるが、中盤から追加メンバーが加わり5人戦隊となる。戦隊メンバーは正義の流派「激獣拳ビーストアーツ」が組織したスポーツメーカー「スクラッチ」に所属し、敵対する邪悪な流派「臨獣拳アクガタ」は悪の組織「臨獣殿」として暗躍する。物語はゲキレンジャーの活躍により、獣拳の流派が1つに戻るまでを描くため、戦隊の5人、敵側の3人が主人公格の登場人物となる。
「過去の因縁」を感じさせるストーリー展開や、本作品ではトラックスーツ的なベルトのない戦隊スーツをシリーズで初めて採用するなど、随所にカンフー映画の影響が見られ、アクションは等身大の戦闘に加え、巨大戦においても肉弾戦を主にする格闘がメインとなる。また巨大戦時には、登場人物によるプロレス中継的な実況が加わる演出が採用された。
玩具展開の主力となる巨大戦の戦隊ロボは、動物の姿を模したアニマルモチーフであり、スポーツ用品をデザインに取り入れている。次々と新たな機体が合体を繰り返し合体数を増していく近年の作品と異なり、3体合体を基本とし、追加パーツ的な4体目を戦闘形態に合わせて選び付け替える「換装型」の合体形式をとる。
チーフプロデューサーの塚田英明を中心にした若手の多い制作陣による、「カンフー映画であり少年漫画」をコンセプトとした、様々な実験的な試みが行われた作品だったが、視聴率および商業面は振るわず、特にバンダイの玩具売上は近年にない落ち込みを記録した。

## 作品テーマ
制作側が作品に込めたメッセージは2点ある。1つは「高みを目指して、学び、変わる!」というキャッチコピーにもあるとおり、「学ぶ」ことであり、そしてそれによって変化を恐れずに「変わる」ことの大切さである。そしてもう1つが「受け継ぎ、また渡していくこと」の重要性である。この2つはプロデューサーの塚田が「人生において大切」だと考えるテーマでもある。
全ての黒幕だったロンはドラゴンそのものであり、彼の獣拳「幻獣ドラゴン拳」は戯れにそう名乗っているだけで、修行で会得したものではなく、もともと自己の持つ能力だった。生まれつき完成された能力を持ったロンには「学び変わる」という要素がなく、それゆえに退屈な時間を紛らわすために世界を滅ぼすことを思いついたとされ、日々学び成長していった主人公たち獣拳使いとは対照的な「キャラクター設定」となっている。
また、作品中で主人公たちは師匠から修行を受け様々な技を学び受け継ぐ。最後の敵を倒す最終奥義もまた、敵側の師匠からの修行によって学び受け継いだものである。平和になった世界でジャンたちは、獣拳を学ぶ子供たちから「マスター」と呼ばれる存在へと成長している。次代の獣拳を担う子供たちへの指導を行うランやレツに見送られ、世界中の子供たちへ獣拳を伝え「慟哭丸」の封印を守る役目を託せる人材を探すためにジャンは旅立つ。首に慟哭丸をぶら下げて旅するジャンは、異国の街の路地裏で幼少期の理央に似た少年と出会う。その少年に「おまえも獣拳――やるか？」とジャンが問いかけたところで、本作品は終了する。受け継いだものを次世代に渡していくという制作側のメッセージが込められた最終回となっている。

## 特徴
敵味方の構図
本作品では、従来以上に敵側にもドラマ性を持たせ、個対個の「正義の変身ヒーローVS悪の変身ヒーロー」という展開を前面に押し出す構成をとった。まずオープニング映像では、人間型の敵幹部（理央、メレ、ロン）が戦隊側のメンバーとほぼ同格扱いの映像・テロップ表示でキャスト紹介され、各人がパーソナルカラー（黒、緑、金）を与えられている。また、戦隊側のメンバー3人がそれぞれ“心”“技”“体”を表すのに対し、敵である理央とメレは“強さ”と“愛”を司るなど、キャラクターの造形にはっきりとしたテーマ性がある。これは東映プロデューサー塚田英明の、敵側の登場人物も主役としてしっかり描きたいというコンセプトに基づく。その結果、正義のヒーロー側に3人、敵側である臨獣殿に2人、合わせて5人が主人公という珍しい配置でのスタートとなった。敵側が「若くて格好いい」ことが本作品の特徴の一つと制作側が語ったとおり、キャラクター人気は敵側が上回る結果となった。年間を通した結末までの主要なストーリーの流れは、宿命の相手と設定された漢堂ジャン（レッド）と敵の首領である理央の2人の青年の対立を並列に描く形で展開される。
修行と成長
メインテーマは修行である。各話を示す単語にも「修行」が使われ、1話の中で1つ修行が入る基本構成となっている。
主人公たちは、敵と戦うが敗北もしくは決着がつかないなど各話ごとに壁に当たり、師匠より教えを受けて修行を行い、修行の成果により再戦で勝利する。こうした点から、シリーズで最も情操教育に良い作品であると制作側は語っている。この形式は敵側にも共通しており、敵にも師匠が存在し同様に修行を行う。戦隊側の修行は「心技体」の協調を基本としており、「暮らしの中に修行あり」をモットーに日常生活の中で学ぶほのぼのとしたものが多い。対する敵側はハードな修行が多く、そうした両派の修行の対比を見ることができる。
また、主人公の漢堂ジャン（レッド）を、樹海で虎に育てられた野生児であり、天真爛漫だが精神年齢が非常に幼い「歴代でも最も欠陥があるキャラクター」に設定し、語彙が乏しいジャンが感情を表現するために話す「ニキニキ（興味津々の意）」「ウジャウジャ（不安の意）」といった独特の「ジャン語」を毎回登場させるなど、子供の目線で語る演出となっている。本作品はジャンの成長物語という面も併せ持つ。
動物とカンフーアクション
敵味方がともに戦闘で使用するのが「獣拳」と名付けられた動物をモチーフとした拳法であり、これが世界観の要でもある。本作品で合体メカに相当するものは「ゲキビースト」と呼ばれ、動物の姿を模している。これは「気」を形にする獣拳の技とされ、新たな師匠に学ぶことにより具現化可能なゲキビーストが増えていく。師匠たち（七拳聖）は半擬人化した動物の姿（着ぐるみ）であり、修行の成果により会得するゲキビーストは師匠と同じ種類の動物である。
アクション面では、カンフーアクション映画を意識し、例年以上に生身のアクションを重視した作りになっている。前述した修行によりアクションを会得するという流れであることから、キャスト側にも高いハードルが求められた。そのため、スーツアクターは2箇月、キャストは例年より1箇月早くアクションの練習に入っている。
アクション演出においても、カット割りを少なくした長回しでの連続したアクションの描写など、随所にカンフー映画を意識した観せ方が採用されている。巨大戦についても可能な限りロボットの着ぐるみで拳法アクションを行うことを目指し、素材から検討された動きやすい着ぐるみが使用された。1号ロボットであるゲキトージャは初期装備として「剣」を持たず、2号ロボットであるゲキファイヤーは換装形態を除き装備武器や内蔵火器をいっさい持たない。
塚田は、動物モチーフとすることは最初から決まっており、スポーツ戦隊を検討していった結果カンフーに絞られたことを証言している。
ゲキレッドのスーツアクターを担当した福沢博文は「カンフーは大好きだったが、いざ自分でやってみると技の種類を知らなさすぎた」とコメントするなど、非常に悔いが残ったらしく、後年アクション監督に転じた際は本作品の時に得た教訓を活かす姿勢とのことである。名乗りでもジャッキー・チェンの映画『ヤングマスター 師弟出馬』を意識し、自分の全身を拳で叩いて頑丈さをアピールするポーズを提案したが、塚田に却下されており、自身の演技力不足を反省点として挙げている。

### 造形・玩具
デザイン
例年同様に、玩具展開される戦隊側のデザイン（戦隊スーツ、変身アイテム、武器、巨大ロボなど）は、バンダイナムコグループの1つであり玩具デザインを専門に行う『プレックス』社が担当。チーフデザイナーは2作前の『魔法戦隊マジレンジャー』からその任についたプレックスの山田耕司が続投し、日本とアメリカの両方で売れることを目指してデザインされた。戦隊スーツは、カンフー映画で馴染みの「トラックスーツ」を意識し、前作まで一貫して装備されてきたベルトを敢えてなくしている。靴もブーツタイプではなくスポーツシューズ型、変身アイテムも近年主流の携帯電話型ではなく体術を意識したグローブ型など、戦隊チームがスポーツメーカーに所属している設定を生かしたデザインとなっている。物語中盤から登場するパワーアップ後のスーツにも、スポーツシューズやスポーツウェアのラインが取り入れられている。ロボットデザインは、獣拳の技で生み出しているという設定から、メカニック的な要素が極力排除された。ヒーロー的なスタイルでデザインされ、軽快さを出したゲキトージャ（1号ロボ）はスニーカー、パワー系のゲキファイヤー（2号ロボ）はエクストリームスポーツをモチーフとしている。先の2体と異なりサイダイオー（3号ロボ）は、剣を用いて戦う定番型のデザインが採用されている。なお巨大ロボットを除く敵側のキャラクターデザインは、篠原保が塚田プロデューサーの希望により、人型幹部の衣装や髪型を含め全てのテレビ作品のキャラクターを1人で担当している。
玩具戦略
アクションと成長に比重を置いたストーリーを受け、バンダイは本作品のテーマを「アクティブ」とし、開発のキーワードを「アクション」と「技」に置いた。玩具展開の2大柱の1つである「巨大ロボット」のギミックには、パワーレンジャーのスピンモーフィンフィギュアにヒントを得、「手足を使って暴れる」格闘技のアクションをイメージした電動回転を選択。このギミックを受けて、ゲキトージャの必殺技に上半身と腕を横に回転させて連続パンチを繰り出す大頑頑拳（）、ゲキファイヤーの必殺技に両腕を縦に回転させて連続パンチを繰り出す頑頑ナックル落とし（）などが採用された。
もう一本の柱である「なりきりアイテム」（変身アイテム・武器）では、目玉商品である初期メンバー3人が変身に使用する「ゲキチェンジャー」に振動センサーを搭載し、遊び続けることにより新しい技が次々と使用可能になる成長要素を取り入れた。流通戦略では初期投入の商品を前作『轟轟戦隊ボウケンジャー』の25品から大幅に減らした10アイテムとし、目玉商品にターゲットを集中させる絞込み方式を採用した。

## あらすじ

（鷹取山の磨崖仏）
獣拳の聖地「獣源郷」として撮影された鷹取山公園。作中では磨崖仏の正面に聖地への封印がある。

獣拳は、獣の力を心に感じ、獣の力を手にする拳法である。古代中国で誕生したこの拳法は、ある時を境に正義の流派「激獣拳ビーストアーツ」と、邪悪な流派「臨獣拳アクガタ」に分かれた。そして現代、激獣拳は表向きはスポーツメーカー「スクラッチ」を組織し、裏では最新のスポーツ科学を使いその技を進化させていた。一方、臨獣拳は理央という青年に率いられ、悪の組織「臨獣殿」を再興していた。
樹海で虎に育てられた青年・漢堂ジャンは、スクラッチの女性重役・真咲美希と偶然出会い、その才能を見出され「ゲキレンジャー」の一員ゲキレッドとなる。ジャンは、宇崎ラン、深見レツといった若きゲキレンジャーの仲間たちとともに、マスター・シャーフーを始めとした「七拳聖」たちとの修行を通じて「心技体」を磨き、学び成長していく。対する臨獣殿の理央も強さを求め、腹心の部下である女性拳士メレとともに、かつての大乱により封印されていた「三拳魔」たちを蘇らせ、彼らとの修行などを通じ力を増していく。
両派の戦いが激化する中、新たに2人の仲間を加え、ゲキレンジャーは5人となる。臨獣殿では三拳魔が全員復活を果たし、彼らの技「秘伝リンギ慟哭丸（どうこくがん）」によって、七拳聖が封印されてしまう。ゲキレンジャーは、獣拳の聖地で新たに開花した力により拳魔たちを打ち破り、七拳聖を救い出す。一方、三拳魔亡き後の臨獣殿では、理央の前に謎の青年ロンが姿を現し、「幻獣拳」の存在を告げる。さらなる強さを求め、ロンの勧めを受け入れ、メレは幻獣拳の四幻将に、理央は幻獣王に姿を変える。新たに始まった幻獣拳との戦いの中で、ジャンの父親が、理央が過去に唯一倒せなかった「白虎の男」ことダンであることが判明する。ジャンの出自を知った理央は、ジャンを「宿命の相手」と見定め勝負を挑む。2人の戦いの決着がついた時、理央の体に異変が起こる。
全ての黒幕はロンであり、ロンの目的は、数千年に一人の逸材である理央を、世界を滅ぼす「真の幻獣王」すなわち「破壊神」にすることだったと明かされる。その企みの一環として、幼少時に理央の肉親を皆殺しにし、理央に「強さを求める」強迫観念を植え付け、理央の「執着」の源であるダンにまつわる者を消すために幼いジャンの村を滅ぼしていたことなど、それまで謎とされてきた出来事のからくりが次々とロンの口から告げられる。ジャンとの勝負の決着がついたことで、真の幻獣王への覚醒を阻害していた「宿命の相手ジャンへの執着」が消え、一度は破壊神へと成りかけた理央だったが、メレに対する想いが人間としての理性をつなぎ止める。幻獣拳を捨て再び臨獣拳士へと戻った理央とメレは、ゲキレンジャーと協力してロンを倒した…かに見えた。

だが、ロンの真の正体は「無間龍」と呼ばれる不死身の存在だった。真の姿を現したロンの攻撃からゲキレンジャーを庇い、メレ、そして理央もロンに捨て身の攻撃で死を遂げる。不死身のロンを相手に絶体絶命のジャン、ラン、レツの3人は、他の2人が時間を稼いでいる間に、理央が死の前に残した「リンギ全臨伝授」によって魂だけが幻の臨獣殿へと導かれ、そこで今は亡き三拳魔たちから修行を受ける。二つの流派は一つに還り「獣拳奥義・慟哭丸」が完成し、それによりロンは小さな球に封印された。戦いが終わった後、ゲキレンジャーの5人は別々の道を歩みだす。

## 作品詳細

### 登場人物
頑健な「体」を誇る野生児だが、幼少のころから樹海で虎に育てられたため「心」の面は幼い漢堂ジャン（ゲキレッド）。根性が口癖の努力家で強き正義の「心」の持ち主だが、「技」が未熟な女性拳士宇崎ラン（ゲキイエロー）。そして格闘技に精通する理論派であり優れた「技」の持ち主だが、「体」の面に難がある深見レツ（ゲキブルー）。この3人が初期のゲキレンジャーを構成する。彼らの苗字の頭文字を合わせると「カンフー」（かん・ふ・う）となり、3人は心技体のトライアングルで敵と戦う。
中盤からの追加メンバーとして、亡くなったと思われていたレツの兄であり、強い「意志」を持つ深見ゴウ（ゲキバイオレット）、そして遊び人風ながら天賦の「才能」を秘め、獣拳の創始者と同じ拳を使える久津ケン（ゲキチョッパー）の2人が合流する。当初は互いが互いを補い学び合うことで成長することから、リーダーは不在だったが、中盤（修行その23）でラン（イエロー）がキャプテンに任ぜられる。彼ら戦隊チームを、マスター・シャーフーを始めとした七拳聖と、スクラッチ社特別開発室の室長真咲美希が補佐する。七拳聖は、かつての戦いで禁断の技を使用したため、半擬人化した動物の姿をしている。なおマスター・シャーフー以外の拳聖については、カンフー映画で活躍する俳優の名をもじった命名となっている。
敵陣営では、誰よりも「強さ」を求める臨獣殿の現当主理央、そして理央への無償の「愛」を捧げる若く妖艶な女性の姿をした幹部メレの2人が、主役格として登場する。彼らに道を示す三拳魔は、序盤は封印されており、物語の進捗とともに1人ずつ封印が解かれていく。さらに物語中盤から敵の追加メンバーとして、謎めいた金髪の青年ロンが加わり、後に幻獣拳の四幻将であることが明かされる。

### 設定

#### 獣拳
古代中国で誕生した4000年の歴史を誇る拳法とされ、本作品の世界観の要である。
獣拳の創始者であるブルーサ・イーには10人の弟子がいたが、そのうちの3人が裏切りブルーサ・イーを殺害したことを契機に、2つの流派に分裂した。ブルーサ・イーの遺志を継いだ7人の弟子（七拳聖）が興した流派が、獣拳の力で世界の平和を守る正義の流派激獣拳ビーストアーツである。一方、裏切った3人の弟子（三拳魔）が興した流派が、獣拳の力で世界の支配を目論む邪悪な流派臨獣拳アクガタである。この2つの流派の対立により、物語がスタートする遥か昔に起こった大戦は激臨の大乱と呼ばれ、最終的に七拳聖により三拳魔が封印されて幕を降ろしている。

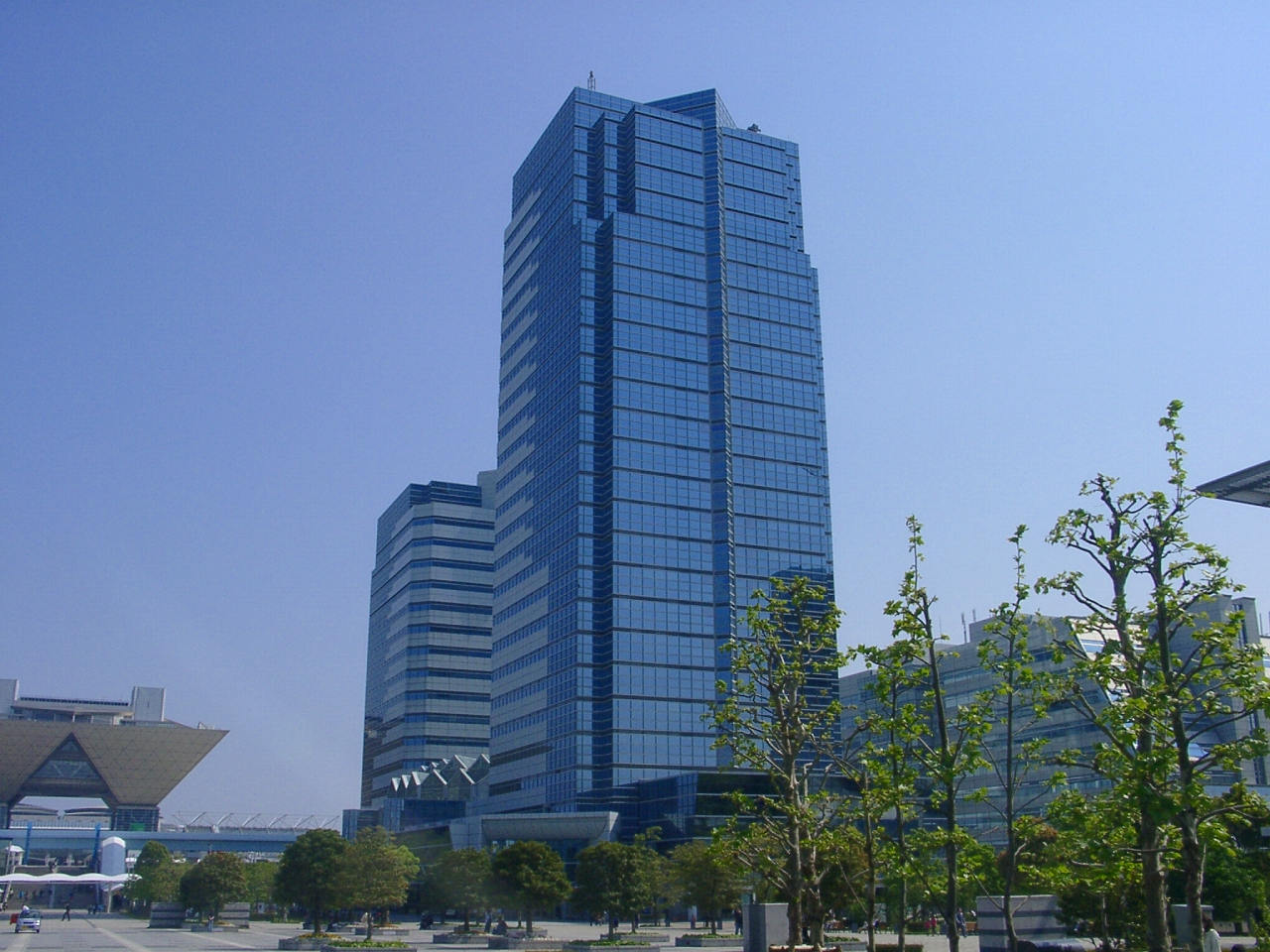
（有明フロンティアビル）
激獣拳の本拠地であるスクラッチの本社（外観）として撮影された。

激獣拳ビーストアーツ
獣拳の正統流派を現代に受け継ぐ集団。表向きは世界的な総合スポーツ用品メーカースクラッチ (scrtc) として運営されるが、特別開発室はゲキレンジャーをサポートするため、現代のスポーツ科学を導入し獣拳を科学的に進化させることを真の目的とするために作られた部署。
- スクラッチ本社内の特別開発室がゲキレンジャー側のパーマネントセットとなっており、現代的なビルの一室として表現している。

獣拳戦隊ゲキレンジャー
激獣拳の戦士、すなわち主人公たち戦隊メンバー。初期メンバーは、ゲキレッド、ゲキイエロー、ゲキブルーの3人、後に追加メンバーとしてゲキバイオレット、ゲキチョッパーが加入する。イエローのみ女性、残りの4人は男性である。全員が「スクラッチ社特別開発室所属アスリート」（スクラッチ社社員）という表向きの肩書きを持つ。彼らは七拳聖の要であるマスター・シャーフーの下、スクラッチ本社内にある道場で鍛錬に励み、心技体を磨いていく。
序盤は、属性（心技体）が同じ3人の拳聖に各々弟子入りし、長所を伸ばす修行を行う。物語の中盤からは残る3人の拳聖から各々が不得意とする属性を学び克服するという、二段構成の修行となっている。
激獣拳の基本は激気（）と呼ばれる獣を心に感じた時に湧き上がる情熱であるが、この激気の上に過激気（）という究極の気が存在する。初期メンバー3人は、物語中盤でこの過激気を習得し、スーパーゲキレンジャーへの変身が可能となる。追加メンバーの2人はそうした3人とは一線を画している。ゲキバイオレットは「紫激気（しげき）」という本人のみが持つ独自の気を身に纏う。また、ゲキチョッパーはブルーサ・イーと同じ最古の獣拳を用いて戦う。

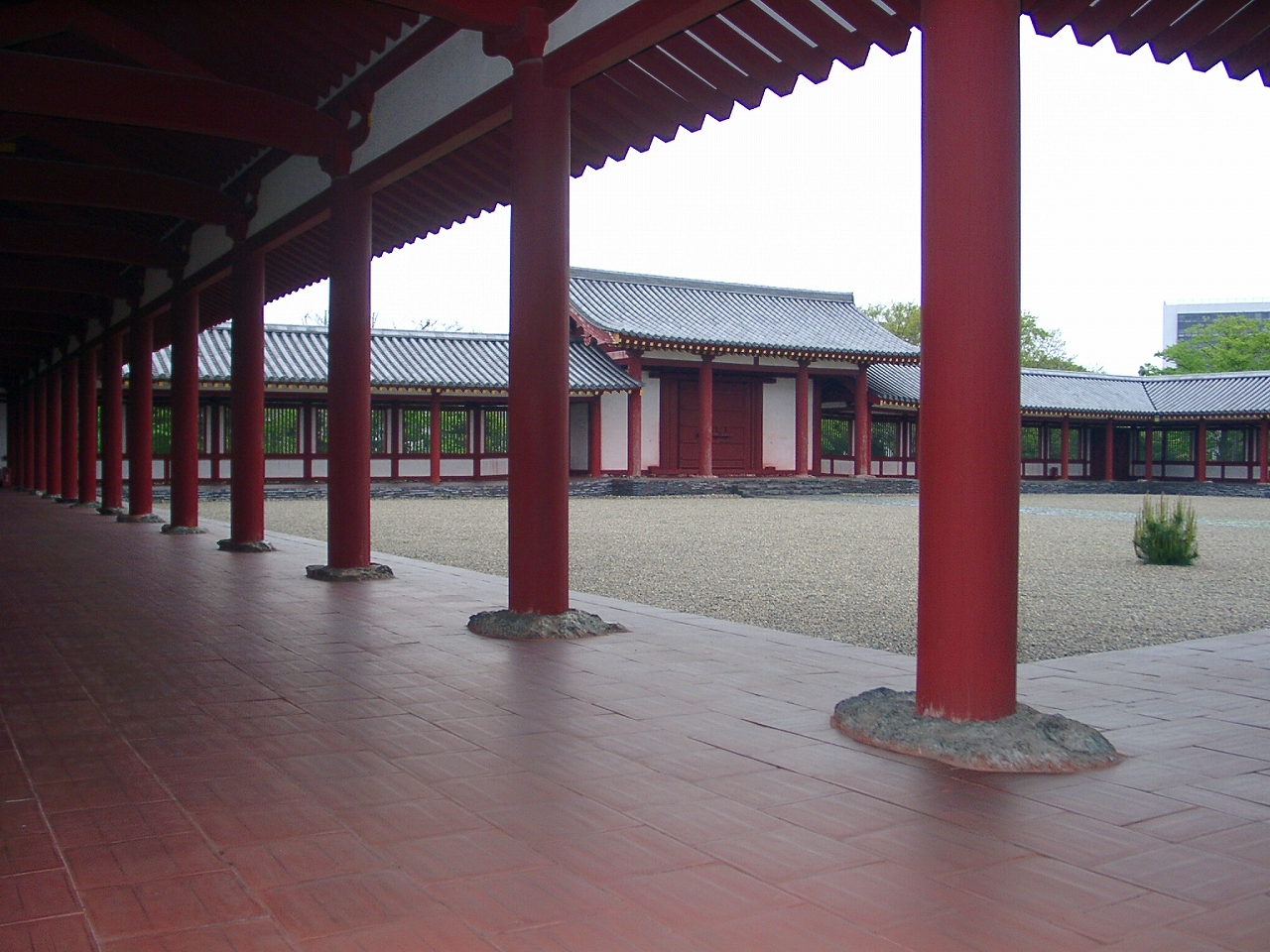
（国指定史跡「上総国分尼寺跡」）
人間が近寄れない秘境の断崖絶壁にあると設定された臨獣山に築かれた臨獣殿の総本山・「臨獣殿」として撮影された。

臨獣拳アクガタ / 臨獣殿
獣拳より離反した3人の獣拳使い・三拳魔により設立された獣拳のもう一つの流派。獣拳を邪悪な力に利用し、激獣拳と対立する。
激臨の大乱により三拳魔が封印され、一度は絶えたかに思われたが、マスター・シャーフーの弟子だった理央が裏切り復興させた。臨獣拳の使い手となった理央は、かつての使い手たちを秘術により甦らせ、邪悪な獣拳を操る集団「臨獣殿」の当主となった。
秘術により甦らせられた使い手たちは、下級拳士が「リンシー」、上級拳士は「リンリンシー」と呼ばれる。理央の片腕はリンリンシーの一人である女性拳士メレである。この理央とメレの2人が臨獣殿の幹部であり、敵側ながら主人公の一翼を担う。2人は三拳魔の魂を封じた「拳魔の腕輪」に導かれ、封じられた三拳魔を蘇らせる。
激獣拳の基本が「激気」であるのに対し、臨獣拳の基本は臨気（）である。さらにその上に怒臨気（）と呼ばれるものがあり、理央とメレの2人は拳魔との修行やゲキレンジャーとの戦いを経てこれを会得する。こうした流れは主人公側と平行して描かれる。
- 紋章は激獣拳同様、三角形のモチーフとなったが、整然と纏まっていたため、一つの玉を取り合っている三匹の龍にすることで、アクのドロドロした雰囲気を出している。マークは、漢字が使えなかったため、「臨」の字を崩して図案化している。
- 臨獣殿の中核部分が臨獣拳側のパーマネントセットとなっており、ロケセットに合わせて中華風と日本風を折衷した設計で色調もあからさまな中華風ではなくシックにまとめられている。

幻獣拳
激獣拳や臨獣拳を超える「極みの拳」とされる獣拳で、物語中盤から登場する。臨獣拳を極めた者のうち「獣の力を超える力」を手にした者の中で、「この世に13体存在する神秘と幽幻の獣・幻獣」に学んだ者により構成される。13の流派が存在し、幻獣王を筆頭に補佐の四幻将、その配下に2人の双幻士が流派の筆頭として存在する。
幻獣拳の基本は幻気（）である。幻獣拳使いとなるには、幻気と対象者の臨気を融合させる「血盟の儀式」が必要である。敵側の追加メンバーとして中盤から登場する金髪の青年ロンがこの儀式を執り行え、この儀式により理央とメレは、物語中盤から幻獣拳の使い手となる。
幻獣拳の拳は、その名が示すとおり全て空想上の動物で構成される。幻獣王以外は、十二支に似た幻獣が当てはめられ、四幻将は加えて中国の四神の配置に倣ったモチーフが使われている。幻獣拳士については、そのモチーフや構成なども含め、キャラクターデザインの篠原のアイデアが多く取り入れられている。

### 獣拳の装備と技
獣拳の技は、激獣拳は「ゲキワザ（激技）」、臨獣拳は「リンギ（臨技）」、幻獣拳は「ゲンギ（幻技）」と名づけられており、それぞれの流派の「気」を力の源として技を発する。「変身アイテム」を使っての戦隊スーツへの変身、敵との戦いで使用する「武具」や「必殺技」、そして巨大化した敵と戦闘する際に使用する「巨大ロボ」など、シリーズ恒例の一連の基本フォーマットは、全てこの獣拳を用いて発動する。

#### 装備
中国武術がモチーフの本作品では、装備も格闘武器的なものが中心となる。初期メンバーが序盤から使用する武具は、レッドが「ゲキヌンチャク」、ブルーは「ゲキトンファー」、イエローはゲキトンファーを変形させ2本繋ぎ合わせた棍棒型の「ゲキトンファー・ロングバトン」となる。物語が進み、3人の拳聖に弟子入りすることで、レッドは柳葉刀に似た「ゲキセイバー」、イエローは鎖鉄球型武具の「ゲキハンマー」、ブルーは鉄扇型武具の「ゲキファン」をそれぞれ習得する。追加メンバーの2人は、バイオレットは格闘専門で武具を用いず、チョッパーは獣拳の秘宝とされる短剣「操獣刀」を所持する。飛び道具的な武具は、初期メンバー3人が協力して発射する必殺武器「獣拳大砲ゲキバズーカ」のみである。
変身アイテムも格闘的な要素が色濃い。初期メンバー3人はグローブ型の「ゲキチェンジャー」、パワーアップ時には爪のついたグリップ型の「スーパーゲキクロー」を用いる。バイオレットはムエタイ風の戦闘スタイルを生かした「ゴングチェンジャー」、チョッパーは変身アイテムと武具を兼ねる手刀の形をした「サイブレード」を用いる。

#### 技
ゲキレンジャーが用いるゲキワザは、レッドが使用する咆咆弾（）のように、同じ漢字2文字が先に並び、最後に「弾」「斬」「蹴」「拳」といった攻撃手法を現す漢字が使われる形が一般的である。各キャラクターには、それぞれの特性を生かした様々な専用のゲキワザがあり、戦闘形態に合わせて使用される。必殺技は、ゲキバズーカに3人の激気をチャージし、その気を弾丸として放つ激激砲（）などがある。
また、臨獣拳では、リンリンシーがリンギで獣人化する。獣人体は胸部にモデルとなった動物の頭部がついている。この獣人化した敵がいわゆる「ゲスト怪人」の位置づけであり、毎回の倒すべき相手となる。彼らはピンチになるとリンギ（またはゲンギ）で巨大化する。

#### 巨大化技（巨大ロボ）
本作品の合体形態は、ゲキビースト3体による合体を基本としている。レッドが呼び出すゲキビーストが上半身、他が呼び出すゲキビーストが、それぞれ1体ずつ片足を構成する。これを「獣拳合体」と呼称する。合体後の操縦はモーショントレース方式によっており、コクピットに相当する部分にいるゲキレンジャーの動きに同調して動く。
ゲキビースト
初期メンバー（レッド、イエロー、ブルー）が序盤から具現化できるのは、3体の猫科の猛獣（タイガー、チーター、ジャガー）を模したゲキビーストである。マスターシャーフーとの修行の末に、この3体を用いて1号ロボ（ゲキトージャ）への「獣拳合体」を行えるようになる。
初期メンバー3人が、修行により次に会得するゲキビースト（鮫、象、蝙蝠）は、いわゆる追加パーツの扱いとなる。これらは増強パーツとして、どれか1体が戦闘形態に合わせ追加合体する。これを作品内では、合体ではなく「獣拳武装」と呼びわけている。さらに初期メンバー3人は、過激気習得の修行においても新たなゲキビースト（ゴリラ、ペンギン、ガゼル）を得、それらが「獣拳合体」し2号ロボ（ゲキファイヤー）となる。なお、この2号ロボも前述の追加パーツを同様に使用できる。また、追加メンバーであるゲキバイオレットが用いるゲキビースト（狼）は、1号ロボの右足を付け替える換装型（ゲキトージャウルフ）の合体を行う。これら計10体が本作品で登場するゲキビーストである。なお、最後の追加メンバーであるゲキチョッパーが呼び出す「サイダイン」は、ゲキビーストではない。これについては後述する。
リンビースト
臨獣殿側のゲキビーストに相当するのがリンビーストである。黒獅子リオがつくるリンビーストが「リンライオン」、獣人メレがつくるのが「リンカメレオン」である。主に『電影版』で活躍し、テレビシリーズでも終盤になって登場する。主な合体形態は、1号ロボとリンビースト2体が「呉越同舟獣拳合体」したゲキリントージャである。
巨人体
ゲキトージャ（1号ロボ）は、スーパー戦隊シリーズの1号ロボとしては初めて「格闘」による必殺技を使用する。武器はゲキセツコンと呼ばれる三節棍型の武器で、長い棍の形にもなる。それゆえにシリーズの1号ロボでは唯一、剣を使用しない。ゲキファイヤー（2号ロボ）は、ゲキトージャを上回るパワーとスピードを持ち、スーパーゲキレンジャー時の3人が主に使用する。ゲキトージャウルフ（1号ロボの換装型）は、主にゲキバイオレットが使用し、ゲキビースト3体を1人で具現化して獣拳合体することで単身戦闘を行う。これらの巨人に獣拳武装のゲキビーストが加わることにより、「ゲキエレファントージャ」「ゲキシャークファイヤー」「ゲキバットージャウルフ」のような様々なバリエーションの巨人が登場する。
獣拳神サイダイン（3号ロボ）は、獣拳の聖地にあった石像に、獣拳の創始者ブルーサ・イーの魂が宿って生まれた獣拳の神である。操獣刀を持つ者が操ることができ、ゲキチョッパーがその使い手となる。サイの形を模しているがゲキビーストには該当せず、1体のみで巨人体である「獣拳巨神サイダイオー」となる「獣拳変形」を行える。このサイダイオーは、サイダインの角に相当する剣を装備し、これを主体とした攻撃を行う。またサイダインと他の巨人が合体する「獣拳合体」も行われる。合体形態は「サイダイゲキトージャ」「サイダイゲキファイヤー」「サイダイゲキリントージャ」の3種類となる。

## キャスト
師匠としてゲキレンジャーを導いていく七拳聖の要マスター・シャーフーの声優にはベテラン永井一郎を起用。他の「拳聖」の声には、名前の由来となったアクション俳優の吹き替え声優が起用されている。
変身後の戦士を演じるスーツアクターは、2001年の『百獣戦隊ガオレンジャー』以降多くのレッドを演じてきた福沢博文が、前作『轟轟戦隊ボウケンジャー』に引き続きレッドを担当。紅一点のイエローには若手の人見早苗が抜擢され、バイオレット役の清家、チョッパー役の渡辺とともに、戦隊役のレギュラースーツアクターの5人中3人が初の戦隊担当という目新しい顔ぶれとなった。また中国武術指導を務める喜多川務も、七拳聖の一人として出演している。

### レギュラー・準レギュラー
- 漢堂ジャン / ゲキレッド - 鈴木裕樹[注釈 14]
- 宇崎ラン / ゲキイエロー - 福井未菜[注釈 15]
- 深見レツ / ゲキブルー - 高木万平[注釈 16]
- 深見ゴウ / ゲキバイオレット[注釈 17] - 三浦力[注釈 18] (22 - 49)
- 久津ケン / ゲキチョッパー[注釈 19] - 聡太郎[注釈 20] (27 - 49)
- 理央 - 荒木宏文[注釈 21]
- メレ - 平田裕香
- ロン - 川野直輝 (23 - 49)[注釈 22]
- 真咲なつめ - 桑江咲菜 (7,8,12,23,25,31,39,43,49)
- 真咲美希 - 伊藤かずえ

### 声の出演
- マスター・シャーフー - 永井一郎（1 - 32,34 - 49）
- バエ - 石田彰（2 - 8,10,11,13 - 15,17 - 19,21,24 - 27,29,33 - 45,47 - 49）
- ナレーション - ケイ・グラント
- エレハン・キンポー[注釈 23] - 水島裕 (10 - 12,18,23,28,32,36,49)
- バット・リー - 池田秀一 (13,14,18,24,29,32,49)
- シャッキー・チェン - 石丸博也 (17,18,22,32,36,49)
- ゴリー・イェン[注釈 24] - 大友龍三郎 (19 - 22,26,32,46,49)
- ミシェル・ペング[注釈 24] - 田中敦子 (19 - 21,23,26,32,44,45,49)
- ピョン・ピョウ[注釈 24] - 草尾毅 (19 - 21,24,27,32,43,49)
- カタ[注釈 25][注釈 26] - 納谷六朗 (1,10 - 16,19,21 - 24,27 - 32,34,49)
- ラゲク[注釈 25][注釈 27] - 幸田直子 (1,15 - 19,21 - 24,27 - 32,34,35,49)
- マク[注釈 25][注釈 28] - 柴田秀勝 (1,22 - 32,34,35,49)
- サンヨ - 梅津秀行 (36 - 48)

### ゲスト
括弧内の数字は登場話数を示す。各話のゲスト怪人を担当する声優は「放映リスト節」を参照。
| - 少女 - 大橋のぞみ (1) - 理央（少年時代他） - 江原省吾 (1,12,46,49) - 社員 - 佐野大輔（1） - 八木沼純子 - 八木沼純子 (4) - ピエール藤代 - 遠山俊也 (6) - OL - 三原伊織奈（6） - 個展の客 - 木立美鳥（6） - 幼いレツ（少年時代のレツ） - 藤崎直（6,24） - 鳳秋穂 - 彩木エリ (7) - 源さん - 岡本美登 (12) - ちびジャン（少年時代のジャン） - 深澤嵐 (15,46) - ちびレツ - 北島空（15） - 大道芸人 - マカ（15） - 南北アリス - 大久保麻梨子 (22) - 執事 - 横山あきお (22) - 課長 - 諸田敏 (23) - 久津権太郎 - 石田太郎 (28) - 久津幸子 - 井端珠里 (28,30,49) - 含韻 - 石井苗子 (29) - 少女含韻 - 吉田絢乃 (29) - 新一 - 須賀健太 (31) - 征司 - 高木優希（31） - ブルーサ・イー - 甲斐将馬（32, 34（声のみ）） - 吉良上野介 - 石井愃一 (33) - 毛利小平太 - 今井靖彦 (33) - 清水一学 - 福本清三 (33) - 瑤泉院 - 伊藤かずえ (33) - 戸田局 - 鈴川法子（33） - 笹竹売り - 川鶴晃裕（33） - ローズ - 小野友紀 (36) - リリー - 人見早苗 (36) - チェリー - 川村ゆきえ (36) - 宇崎伶子 - 美保純 (37) - 村辺カツジ - 北山雅康（37） - 鏡の中のレツ - 高木心平 (38) - ダン - 大葉健二 (39,40,42,45) - アナウンサー - 藤田清二（39） - ナミ - 佐藤友紀 (42, 46) - カール - イーサン・エイムス (43) - カールの父 - マーク・チネリー（43) - カールの母 - シンシア・チェストン （43) - ケーキ屋の主人 - 喜多川務（43） - ケンイチ - 迫田孝也（44） - チエ - 黒沢有希（44） |

### スーツアクター
- ゲキレッド[出典 1] - 福沢博文
- ゲキイエロー[出典 2] - 人見早苗
- ゲキブルー[出典 3]、ロン獣人態[42]、シャッキー・チェン[43][51]、狼男[52] - 竹内康博
- ゲキバイオレット[出典 4]、スウグ[54][55] - 清家利一
- ゲキチョッパー[出典 5] - 渡辺淳
- 黒獅子リオ[44][42][46][58][59]（1 - 47）、ピョン・ピョウ[43][51]、久津ケン（吹き替え）[60] - 今井靖彦
- メレ獣人態[出典 6]、臨獣ポーキュパイン拳マーラシヤ[63] - 蜂須賀祐一
- マスター・シャーフー[出典 7] - 神尾直子
- エレハン・キンポー[43][51] - 大林勝
- バット・リー[出典 8] - 喜多川務
- ゴリー・イェン[43][51] - 日下秀昭
- ミシェル・ペング[43][51] - 橋本恵子
- 海の拳魔ラゲク[65] - 小野友紀
- 大地の拳魔マク[66] - 岡元次郎

## スタッフ
チーフプロデューサーは1年振りに塚田英明が務め、塚田の得意とする「少年漫画」的な演出として、『北斗の拳』や『ドラゴンボール』などのパロディが作中に多く取り入れられた。塚田をはじめとした東映のプロデューサーは、全員がまだ30代（制作時）という若いチーム構成となっており、脚本はシリーズでのメイン担当は初となる横手美智子が、メイン監督は横手同様に本作品が初となる中澤祥次郎が担当。中国武術がモチーフであることから、アクション監督とは別に、中国拳法を特技とする喜多川務が中国武術指導として加わっている。また、オープニング映像およびパイロット版の撮影では、『魔法戦隊マジレンジャー』以来2度目となる海外ロケをニュージーランドで行い、現地で『パワーレンジャー』のアクション監督を務める坂本浩一らが撮影に参加している。
- 原作 - 八手三郎
- 連載 - テレビマガジン、てれびくん
- プロデュース - 八木征志（テレビ朝日）、塚田英明・宇都宮孝明（東映）、矢田晃一（東映エージエンシー）
- 脚本 - 横手美智子、荒川稔久、吉村元希、會川昇、中島かずき、小林雄次
- 音楽 - 三宅一徳
- 演奏 - フェイスミュージック
- 撮影 - 松村文雄、大沢信吾
- 照明 - 堀直之、竹田勝三、小野幹雄、本田純一
- 美術 - 大谷和正
- 録音・選曲 - 宮葉勝行
- 編集 - 阿部嘉之
- 記録 - 関根秀子、渋谷康子
- 助監督 - 加藤弘之、荒川史絵、葉山康一郎、息邦夫、大峯靖弘
- 計測 - 相葉実、岩崎智之
- 進行主任 - 喜多智彦、式守修、小林智裕
- 撮影助手 - 佐藤真之、島秀樹
- 照明助手 - 柴田守、吉田政二郎、高垣来美
- 装置 - 紀和美建
- 装飾 - 塩満義幸（東京美工）、高津装飾美術
- 装飾助手 - 淀名和祐介
- 持道具 - 大前瑠美（東京美工）
- 美粧 - 小林裕恵（サン・メイク）
- 衣裳 - 滝口晶子（東京衣裳）
- 進行助手 - 大馬渡伸、郷田龍一
- 操演 - 寺門勇(ライズ)
- スケートボード吹替 - 小和瀬司、小澤正道
- EDダンス振付 - 彩木エリ
- ダンス指導 - 足立夏海
- フライフィッシング監修 - 柳原釣童
- 京劇指導 - 張春祥
- 中国獅子舞 - 横浜中華学院校友會
- 中国武術指導 - 喜多川務
- 広東語指導 - ユンサンキン
- 絵コンテ - チュウチュウ・コンビナート
- カースタント - タケシレーシング
- 音響効果 - 阿部作二（大泉音映）
- MAオペレーター - 錦織真里
- 編集助手 - 柳澤和子
- EED - 長沢亮祐（TOVIC）
- EED助手 - 古澤美奈子（TOVIC）
- HDコーディネーター - 塩田敏広
- 仕上担当 - 八木明広
- デジタル合成
  - 日本映像クリエイティブ - 柳原嘉宣、上田茂、吉田忠弘、鈴木智子、大畑智也、三輪智章、越智裕司、斎藤幸一、田口清隆、足立麻沙子、國米修市
  - 日本エフェクトセンター - 山本英文、吉澤一久、矢ケ崎綾子、原玉絵、西山明宏、金井圭一
  - マリンポスト - 田中貴志、道木伸隆、諸星勲、渡部彩子
  - ドリーム・プラネット・ジャパン - 中山剛志
  - キュー・テック - 山本智也、佐藤彩、照井一宏
  - 特撮研究所 - 足立亨、矢島将人
  - Motor／lleZ - 瀬川信康
  - THUMBS.UP - 捻橋尚文、丹野哲夫
  - ミックジャパン - 福田仁史、市原郷志
  - 荒木史生、千葉英樹、廣田卓也、井上慶祐
- 油絵 - 山下宏
- キャラクターデザイン - 篠原保、
- イラスト - 野口竜、K-SuKe
- 造型 - レインボー造型企画、前澤範
- デザイン協力 - プレックス
- 企画協力 - 企画者104
- 資料担当 - 葛西おと、松井大
- 宣伝 - 中嶋哲也、天野貴代、塚崎旬子
- インターネット - 木村里織、門倉友和(テレビ朝日)
- プロデューサー補 - 和佐野健一、泉谷裕、深田明宏
- 制作デスク - 青柳夕子
- 制作担当 - 谷口正洋
- 音楽プロデューサー - 前山寛邦
- 【ニュージーランドユニット】
  - アクションディレクター - 坂本浩一
  - スタント - 岩上弘数、本間崇寛、横山和博、谷村祐司、大西雅樹、山下純、三村幸司、矢島一憲、砂押裕美
  - ワイヤースタントコーディネーター - 川澄朋章
  - NZスタントコーディネーター - Mark Harris、Steve McQuillan
  - ディレクターオブフォトグラフィー - Gavin Stroud、Rewa Harre
  - キーグリップ - Gary Illingworth
  - ガファー - Phil Totoro
  - アシスタントディレクター - Shane Warren、Luke Robinson
  - コスチューム - Ylona McGinity
  - スペシャルサンクス - Janine Dickins、Janet Mclver
- 【京都ユニット】
  - 助監督 - 南光
  - 進行 - 松岡誠
  - 美術 - 中塚拓也
  - 照明 - 沢田敏夫
  - 装飾・持道具 - 岩花学
  - 衣裳 - 古賀博隆
  - 美粧・結髪 - 東和美粧
  - 演技事務 - 西嶋勇倫
  - 京都ロケ協力 - 東映京都撮影所、東映俳優養成所
  - 特別協力 - 東映太秦映画村
- 特撮研究所
  - スーパーバイザー - 高橋政千、中根伸治
  - 撮影 - 中根伸治、鈴木啓造、大城真輔
  - 照明 - 安藤和也、関沢陽介
  - 美術 - 松浦芳、杦山弘平、長谷川俊介
  - 特殊造形 - 三池敏夫
  - 操演 - 船越幹雄、中山亨
- VFXスーパーバイザー - 山本達也
- 装飾協力 - アキレス、アシックス、日本光電、中國屋、NEW ART
- 使用フォント - 白舟書体
- 映像協力 - プリンスアイスワールド2006
- 技術協力 - 東映ラボ・テック、オーエイギャザリング、アップサイド
- アクション監督 - 石垣広文・竹田道弘（ジャパンアクションエンタープライズ）、新堀和男（レッド・エンタテインメント・デリヴァー）
- 特撮監督 - 佛田洋
- 監督 - 中澤祥次郎、渡辺勝也、竹本昇、諸田敏、辻野正人、加藤弘之
- 制作 - テレビ朝日、東映、東映エージエンシー

## 音楽
音楽は三宅一徳が担当。三宅は『忍風戦隊ハリケンジャー』に続き本シリーズに2度目の参加となった。本作品のモチーフが中国武術であることから、二胡や明笛などの中国楽器を用いた中国風の楽曲が中心となる。巨大戦に実況が入るため、シリーズ恒例の「ロボットソング」は作られていない。その分、等身大のアクション曲が例年より多く、劇伴で最も重要な曲となる「ゲキレンジャーのテーマ」は、サントゥールを使用し、掛け声を楽器のように合わせるアクション性の強い仕上がりとなっている。
主題歌
オープニングテーマ「獣拳戦隊ゲキレンジャー」（修行その1 - その48）
作詞：及川眠子 / 作曲：岩崎貴文 / 編曲：京田誠一 / 歌：谷本貴義 / コーラス：ヤング・フレッシュ

エンディングテーマ
エンディングでは前作『轟轟戦隊ボウケンジャー』で一旦途切れた、楽曲に合わせて主人公たちが“踊るエンディング”が復活。
カッコ書きの番号は、使用された話数を示す。
ミニコーナーは従来どおりイントロに内包される。劇場版公開にあわせ、修行その22・23ではメイキング映像、修行その24・25では制作会見の映像が使用された。最終回では一年間のダイジェスト映像中心となっている。
「道（タオ）」（修行その1 - 38、46 - 49）
作詞：藤林聖子 / 作曲：前田克樹 / 編曲：三宅一徳 / 歌：水木一郎 / コーラス：ヤング・フレッシュ
キャラソン7番勝負
修行その39からその45まで、エンディングに主要登場人物のキャラクターソングを使用した「キャラソン7番勝負」が放送された。歌詞では作中特有の用語をあえて用いず、個人の心情を表したものとなっている。また、ラン役の福井、メレ役の平田は自身の曲の作詞も手がけている。曲紹介は、バエ（石田彰）が担当。
「進めのススメ」（修行その39）
作詞：藤林聖子 / 作曲：加藤ひさし / 編曲：小川真司 / 歌：漢堂ジャン（鈴木裕樹）
「Run」（修行その40）
作詞：福井未菜 / 作曲・編曲：ムラマツテツヤ / 歌：宇崎ラン（福井未菜）
「Just Make It Out!」（修行その41）
作詞：谷本貴義 / 作曲・編曲：平川達也 / 歌：深見レツ（高木万平）
「Wandering Wolf」（修行その42）
作詞・作曲：高取ヒデアキ / 編曲：川瀬智 / 歌：深見ゴウ（三浦力）
コーラスは高取ヒデアキ本人、ギターは川瀬智、ブルースハープは成田賢が演奏している。
「そういうコトもあるだろよ」（修行その43）
作詞：桑原永江 / 作曲：菊池俊輔 / 編曲：大石憲一郎 / 歌：久津ケン（聡太郎）
「ちぎれた羽根」（修行その44）
作詞：平田裕香 / 作曲・編曲：髙見優 / 歌：メレ（平田裕香）
「黒き鼓動 〜揺るぎない想い〜」（修行その45）
作詞・作曲・編曲：岩崎貴文 / 歌：理央（荒木宏文）

挿入歌
挿入歌は12曲製作された。『電子戦隊デンジマン』の主題歌などで知られる成田賢が26年ぶりに歌手活動を再開、声優陣からはマスターシャーフーの役名で永井一郎が歌うなどベテラン勢の挿入歌が目を引く。また、スーパーゲキレンジャーのテーマ曲「過激気!」では、パワーアップに際し新鮮味を出したいという意向から、「女性ボーカルを起用する」という「挑戦」が行われている。
「Just feel it 〜明日のために〜」（修行その7）
作詞：八手三郎 / 作曲・編曲：ジャック・伝ヨール / 歌：Sister MAYO
「燃えよ激獣拳!」（修行その6・41）
作詞：藤林聖子 / 作曲・編曲：三宅一徳 / 歌：宮内タカユキ
「高みの空へ」（修行その11・14・18）
作詞・作曲・編曲・歌：谷本貴義
谷本は、2極化した善悪の戦いを俯瞰的な視点で書いてほしいとの発注を受け、自身の日常に重ね合わせたことを語っている。
「1-2-3-4激気正義!」（修行その31）
作詞：藤林聖子 / 作曲・編曲：岩崎貴文 / 歌：成田賢
「暗黒闘技 臨獣拳!」（修行その7）
作詞：斎藤謙策 / 広東語訳詞：汪以文 / 作曲・編曲：ジャック・伝ヨール / 歌：斎藤謙策 / コーラス：高取ヒデアキ and リンシーズ
「マスター・シャーフー 〜暮らしの中に修行あり〜」
作詞：藤林聖子 / 作曲・編曲：田代智一 / 歌：マスターシャーフー（永井一郎）、ヤング・フレッシュ
「すすめ! 正義の七拳聖」
作詞：桑原永江 / 作曲・編曲：山下康介 / 歌：ヤング・フレッシュ
「過激気!」（修行その21・35）
作詞：及川眠子 / 作曲：岩崎貴文 / 編曲：京田誠一 / 歌：MIQ
「俺流!! ゲキバイオレット」（修行その25）
作詞：桑原永江 / 作曲：高取ヒデアキ / 編曲：籠島裕昌 / 歌：石原慎一 / 演奏：Z旗
『特命戦隊ゴーバスターズ』Mission38にて、前奏部分が流用された。
「押忍! ゲキチョッパー!」（修行その43）
作詞：藤林聖子 / 作曲・編曲：ジャック・伝ヨール / 歌：串田アキラ
「誓い」（修行その44・45）
作詞：荒川稔久 / 作曲・編曲：渡辺宙明 / プログラミング：大石憲一郎 / 歌：水木一郎
「Burning up! 〜情熱を受け継いで〜」（修行その47）
作詞・作曲・編曲：谷本貴義 / 歌：水木一郎、谷本貴義

### CDアルバム
『真激音盤』と題されたアルバムでは、劇中で使用されたBGMおよびOP・ED・挿入歌などを収録。其之一、弐、参では曲間に新録ストーリーが収録されており、其之一ではオリジナルの拳士・臨獣ロウカスト拳ブラゼミアが登場する。下記に示すものの他に、「コロちゃんパック」と呼ばれる絵本付きのキッズCDなども数種類発売されている。
- 『獣拳戦隊ゲキレンジャー真激音盤 其之一』（2007年5月23日、COCX-34284）
- 『獣拳戦隊ゲキレンジャー真激音盤 其之二 〜ゲキウタ・コレクション〜』（2007年5月23日、COCX-34397）
- 『獣拳戦隊ゲキレンジャー真激音盤 其之三 〜ネイネイホウホウ大活劇〜』（2007年9月19日、COCX-34493）
- 『獣拳戦隊ゲキレンジャー真激音盤 其之四及五 秘伝奥義大鑑』（2007年11月21日、COCX-34589/90）
- 『獣拳戦隊ゲキレンジャー キャラクターソングアルバム』（2007年12月19日、COCX-34591）
- 『獣拳戦隊ゲキレンジャー ゲキウタ全曲集』（2007年12月26日、COCX-34632/3）

## 放送日程
放送回のカウントには「修行その〜」の語句が用いられており、サブタイトルには全篇通して「ジャン語」が必ず1つ含まれる。
登場怪人のリンク先は、使用する獣拳のモチーフとなった生き物である。なお、臨獣拳の登場怪人の名の由来は、それぞれが習得している臨獣拳の動物名のカナ文字の単純な並べ替えになっている（例：マキリカ→カマキリ）。幻獣拳士の名は、中国古来の想像上の動物の名が使用されている。
放送休止日のうち、6月と7月の休止時には当日限定でテレビ朝日公式ホームページが臨獣殿バージョンへと差し替えられた。
| 放送日         | 放送回（修行その） | サブタイトル                               | ゲスト怪人                                                                                     | 脚本       | 監督       | ビーストアーツアカデミー             |
| -------------- | ------------------ | ------------------------------------------ | ---------------------------------------------------------------------------------------------- | ---------- | ---------- | ------------------------------------ |
| 2007年02月18日 | 1                  | ニキニキ! 激獣拳                           | - 臨獣マンティス拳マキリカ（声 - 土田大）                                                      | 横手美智子 | 中澤祥次郎 | - ゲキチェンジャーの能力             |
| 2月25日        | 2                  | ワキワキ! 獣拳合体                         | - 臨獣マンティス拳マキリカ（声 - 土田大）                                                      | 横手美智子 | 中澤祥次郎 | - ゲキチェンジャーのアイテム召喚機能 |
| 3月04日        | 3                  | シオシオ! そうじ力                         | - 臨獣バッファロー拳ギュウヤ（声 - 佐藤正治）                                                  | 横手美智子 | 渡辺勝也   | - ゲキトージャの回転技               |
| 3月11日        | 4                  | ゾワゾワ! 五毒拳                           | - 五毒拳                                                                                       | 横手美智子 | 渡辺勝也   | - ロボタフ                           |
| 3月18日        | 5                  | ウジャウジャ! どーすりゃいいの?            | - 五毒拳・臨獣センチピード拳カデム（声 - 下山吉光）                                            | 横手美智子 | 竹本昇     | - ゲキトンファー(ゲキイエロー編)     |
| 3月25日        | 6                  | ジュワーン!って、何?                       | - 五毒拳・臨獣ゲッコー拳モリヤ（声 - 坂口候一）                                                | 横手美智子 | 竹本昇     | - ゲキトンファー(ゲキブルー編)       |
| 4月01日        | 7                  | シュバシュバ踊ろう!                        | - 五毒拳 - 臨獣スコーピオン拳ソリサ（声 - 安達忍） - 臨獣トード拳マガ（声 - 長嶝高士）         | 荒川稔久   | 中澤祥次郎 | - ゲキヌンチャク                     |
| 4月08日        | 8                  | コトコト…ひたすらコトコト                  | - 五毒拳 - 臨獣スコーピオン拳ソリサ（声 - 安達忍） - 臨獣トード拳マガ（声 - 長嶝高士）         | 荒川稔久   | 中澤祥次郎 | - ゲキバズーカ                       |
| 4月15日        | 9                  | ケナケナの女                               | - 五毒拳・臨獣スネーク拳ブラコ（声 - 安井邦彦） - 再生カデム - 再生モリヤ                      | 吉村元希   | 諸田敏     | - ゲキワザ「激激砲」                 |
| 4月22日        | 10                 | ジャラジャラ襲撃! はじめてのおつかい       | - 臨獣パンゴリン拳ムザンコセ（声 - 秋元羊介）                                                  | 横手美智子 | 諸田敏     | - ゲキハンマー                       |
| 4月29日        | 11                 | ウキャウキャ! 獣拳武装                     | - 臨獣パンゴリン拳ムザンコセ（声 - 秋元羊介）                                                  | 横手美智子 | 竹本昇     | - ゲキエレファント                   |
| 5月06日        | 12                 | ゾワンゾワン! 臨獣拳、修行開始             | - 臨獣イール拳ナギウ（声 - 難波圭一）                                                          | 會川昇     | 竹本昇     | - ゲキエレファントージャ             |
| 5月13日        | 13                 | シンシン! 精霊の舞い                       | - 飛翔拳 - 臨獣クロウ拳ラスカ（声 - 河本邦弘） - 臨獣クレーン拳ルーツ（声 - 松野太紀）         | 吉村元希   | 辻野正人   | - バット・リー                       |
| 5月20日        | 14                 | ネツネツ! 技を捨てろ                       | - 飛翔拳 - 臨獣クロウ拳ラスカ（声 - 河本邦弘） - 臨獣クレーン拳ルーツ（声 - 松野太紀）         | 吉村元希   | 辻野正人   | - ゲキファン                         |
| 5月27日        | 15                 | ホワホワ! ママ業                           | - 飛翔拳・臨獣クレーン拳ルーツ                                                                 | 横手美智子 | 諸田敏     | - ビーストオン(子供編)               |
| 6月03日        | 16                 | ジリジリ! 臨獣拳、課外授業                 | - 海の拳魔ラゲク                                                                               | 横手美智子 | 諸田敏     | - 七拳聖                             |
| 6月10日        | 17                 | ゴロゴロ! 師弟愛                           | - 臨獣ハーミットクラブ拳ドカリヤ（声 - 堀之紀）                                                | 會川昇     | 渡辺勝也   | - ゲキセイバー                       |
| 6月24日        | 18                 | シャッキンキーン! 身体、強い               | - 臨獣ハーミットクラブ拳ドカリヤ（声 - 堀之紀）                                                | 會川昇     | 渡辺勝也   | - ゲキシャークトージャ               |
| 7月08日        | 19                 | ゴキンゴキン! 理央と対決                   | - 臨獣トード拳エルカ（声 - 石野竜三） - 臨機兵 - 臨獣ビートル拳ブトカ - 臨獣スタッグ拳ワガタク | 横手美智子 | 竹本昇     | - 獣拳武装トライアングル攻撃         |
| 7月15日        | 20                 | ギチョギチョ! トライアングル対抗戦         | -                                                                                              | 横手美智子 | 竹本昇     | - スーパーゲキクロー                 |
| 7月22日        | 21                 | ビキビキビキビキ! カゲキに過激気           | - 臨機兵 - 臨獣ビートル拳ブトカ - 臨獣スタッグ拳ワガタク                                       | 横手美智子 | 諸田敏     | - スーパーゲキクロー(過激気編)       |
| 7月29日        | 22                 | キュイキュイ! セレブとデート               | - 臨獣ピッグ拳タブー（声 - 広川太一郎）                                                        | 會川昇     | 諸田敏     | - ゲキファイヤー                     |
| 8月05日        | 23                 | グレグレ! スケ番キャプテン                 | - 臨獣ポーキュパイン拳マーラシヤ（声 - 近藤孝行）                                              | 荒川稔久   | 渡辺勝也   | - ゲキエレファントファイヤー         |
| 8月12日        | 24                 | ガルガル! なんてこった、弟が!?             | - 臨獣バブーン拳ヒヒ（声 - 島田敏） - 臨獣バブーン拳ヒヒ（パワーアップ体）                     | 横手美智子 | 渡辺勝也   | - ゲキバットファイヤー               |
| 8月19日        | 25                 | ヒネヒネ! 俺だけの紫激気                   | - 臨獣バブーン拳ヒヒ（声 - 島田敏） - 臨獣バブーン拳ヒヒ（パワーアップ体）                     | 會川昇     | 竹本昇     | - ゴングチェンジャー                 |
| 8月26日        | 26                 | モヘモヘ! お悩み相談                       | - 怒臨機兵 - ブトカ - ワガタク                                                                 | 會川昇     | 竹本昇     | - ゲキトージャウルフ                 |
| 9月02日        | 27                 | ベランベラン! 燃えよ実況                   | - 臨獣アーチャーフィッシュ拳ポウオーテ（声 - 松本大）                                          | 中島かずき | 中澤祥次郎 | - バエ                               |
| 9月09日        | 28                 | ビシビシピキーンで押忍!                    | - 臨獣クロコダイル拳ニワ（声 - 酒井敬幸）                                                      | 横手美智子 | 中澤祥次郎 | - サイブレード                       |
| 9月16日        | 29                 | グダグダヘレヘレ! ショッピング             | - 臨獣オーストリッチ拳チョウダ（声 - 内匠靖明）                                                | 荒川稔久   | 諸田敏     | - サイブレードフィンガー             |
| 9月23日        | 30                 | セイセイでドウドウの女                     | - 臨獣オーストリッチ拳チョウダ（分身）（声 - 内匠靖明）                                        | 荒川稔久   | 諸田敏     | - 5人のゲキレンジャー                |
| 9月30日        | 31                 | 俺たちムニムニ!                            | - 臨獣フォックス拳ツネキ（声 - 高戸靖広） - 臨獣フォックス拳ツネキ（分身）                     | 小林雄次   | 渡辺勝也   | - スーパーサイブレード               |
| 10月07日       | 32                 | ゾワンギゾワンゴ! 集結、獣源郷             | -                                                                                              | 横手美智子 | 渡辺勝也   | - 石像サイダイン                     |
| 10月14日       | 33                 | フレフレガッチリ! カンフー忠臣蔵           | - 臨獣アングラーフィッシュ拳ムコウア（スーツアクター、声 - 大林勝）                            | 荒川稔久   | 中澤祥次郎 | - ゲキリントージャ                   |
| 10月21日       | 34                 | ゴワンゴワンのダインダイン! 獣拳巨神、見参 | - 空の拳魔カタ                                                                                 | 横手美智子 | 中澤祥次郎 | - 獣拳神サイダイン                   |
| 10月28日       | 35                 | ギュオンギュオン! 獣力開花                 | - 海の拳魔ラゲク - 大地の拳魔マク                                                              | 横手美智子 | 諸田敏     | - サイダイゲキファイヤー             |
| 11月04日       | 36                 | ムキュムキュ! 怪盗三姉妹                   | - 落ちこぼれリンシー（声 - 塩野勝美）                                                          | 小林雄次   | 諸田敏     | - 操獣刀                             |
| 11月11日       | 37                 | ギャンギャン! お見合い問答無用             | - 幻獣ケイトス拳ゴウユ（声：喜山茂雄）                                                         | 横手美智子 | 加藤弘之   | - もしもシリーズ「ランの結婚」       |
| 11月18日       | 38                 | ビバビバ! もう一人のレツ                   | - 幻獣ミノタウロス拳シユウ（声 - 真殿光昭） - 幻獣ミノタウロス拳シユウ（分身）                 | 荒川稔久   | 加藤弘之   | - ゲキバットージャウルフ             |
| 11月25日       | 39                 | ウロウロ! 帰らない子供たち                 | - 幻獣ユニコーン拳ハク（声 - 古島清孝）                                                        | 小林雄次   | 中澤祥次郎 | -                                    |
| 12月02日       | 40                 | 頭、バカーン! 衝撃の事実                   | - 四幻将スウグ                                                                                 | 横手美智子 | 中澤祥次郎 | -                                    |
| 12月09日       | 41                 | ズシズシ! もうやだ                         | - 幻獣アーヴァンク拳ソジョ（声 - 津久井教生） - 幻獣カプリコーン拳ドロウ（声 - 稲田徹）        | 荒川稔久   | 竹本昇     | -                                    |
| 12月16日       | 42                 | ワッシワッシで乗り越えろ!                  | - 幻獣アーヴァンク拳ソジョ（声 - 津久井教生） - 幻獣カプリコーン拳ドロウ（声 - 稲田徹）        | 荒川稔久   | 竹本昇     | -                                    |
| 12月23日       | 43                 | ハピハピ! メリークリスマス、押忍           | - 幻獣ハヌマーン拳シュエン（声 - 柴本浩行） - 幻獣ハヌマーン拳シュエン（分身）                 | 小林雄次   | 諸田敏     | -                                    |
| 2008年01月06日 | 44                 | ワフワフ! 父ちゃんのメロディ               | - 幻獣ケルベロス拳コウ（声 - 安井邦彦） - 四幻将スウグ                                         | 横手美智子 | 諸田敏     | -                                    |
| 1月13日        | 45                 | ピキーン! 宿命の対決                       | - 幻獣ケイトス拳ゴウユ - 幻獣王リオ                                                            | 横手美智子 | 諸田敏     | -                                    |
| 1月20日        | 46                 | ギャワギャワの記憶                         | - 幻獣ピクシー拳ヒソ（声 - 潘恵子）                                                            | 荒川稔久   | 竹本昇     | - ゲキビースト勢ぞろい               |
| 1月27日        | 47                 | ピカピカ! 俺の道                           | - 四幻将ロン - 四幻将サンヨ                                                                    | 荒川稔久   | 竹本昇     | - サイダイゲキリントージャ           |
| 2月03日        | 48                 | サバサバ! いざ拳断                         | - 幻獣バジリスク拳サンヨ - 無間龍                                                              | 横手美智子 | 中澤祥次郎 | - 最終回                             |
| 2月10日        | 49                 | ズンズン! 獣拳は、ずっと…                  | - 幻獣ドラゴン拳ロン                                                                           | 横手美智子 | 中澤祥次郎 | -                                    |

## 評価
商業的評価
様々な実験的要素を投入したものの、平均視聴率は5.1%（ビデオリサーチ調べ、関東地区）にとどまり、バンダイのキャラクター商品売上高も計画100億に対し77億円と、視聴率・商業面において失敗が目立つ結果となった。
特に玩具の売上不振は著しく、販売店・流通から動きが鈍いとの声が多く聞かれ、2007年年末に開かれた商談会においてバンダイの上野和典社長は（好調だった同年放映の『仮面ライダー電王』と比し）「戦隊は07年は仮面ライダーに圧倒されてしまった」との感想を語った。売上は最終的に2000年の『未来戦隊タイムレンジャー』（64億円）以降初めて100億円を割り込み、2015年時点で21世紀の作品では最も低い成績に終わった。この売上不振についてバンダイは「『武術』や『体を動かす』といったテーマ」と合体ロボのパーツを付け替えて遊ぶ「合体換装の魅力」の2つを、上手に伝えきれなかったことが敗因だと語っている。
視聴率もスタート時から伸び悩み、修行というテーマが「説教くさい」のではないかという反省から、2人目の師匠となる拳聖をコミカルなキャラクターとして登場させたものの、季ごとの平均視聴率は6.2%、6.0%、5.0%、4.4%、4.3%と緩やかに下降したまま上昇には至らなかった。
作品評価
一方、ストーリー展開においては、単純な「正義VS悪」という構図をとらない作風が注目され、また集団ヒーローである戦隊作品においてジャンと理央の2人に焦点をあて「敢えて『個対個』をクローズアップした」構成も話題を呼んだ。敵側にもドラマ性があったことから、敵側の理央とメレの2人のキャラクター人気が高まり、最終回前に2人が死亡した際にはファンの間からその死を惜しむ声も多く聞かれたという。塚田は、敵側2人のキャラクター性に重点をおいたことはドラマとしては成功であったが、そのことがマーチャンダイジングにも影響を及ぼしたことを述懐している。
演者の（変身前の）素面のアクションも好評を博し、通称「素顔の戦士」と呼ばれる演者自らが出演するヒーローショーでのアクションは「近年のショーの中でも随一といえる充実度」だったとされる。
主役の一人である漢堂ジャン（ゲキレッド）を演じた鈴木裕樹は、最終巻のDVDにおいてクランクインの前から「過去最高の戦隊にする」という意気込みで取り組んできたと語り、「この作品はずっと色褪せない」と語ったプロデューサーの言葉を紹介した上で、本作品は「ずっとずっと残るもの」であり「誇りだと思っている」とし「僕は絶対に面白いと思う」と述べている。また三拳魔の長マクを演じた柴田秀勝は、レギュラーとして師匠役（七拳聖・三拳魔）にベテラン声優が多く出演した本作品の特徴について触れ、「今はアニメでもあんなメンバーが集まることはまずない」と豪華な競演者に喜ぶコメントを残している。

## 映像ソフト化と派生作品

### DVD（映像ソフト化）
いずれも発売元は東映ビデオ。
- テレビシリーズのDVDは、2007年8月3日から2008年7月21日にかけて全12巻（各巻4話（最終巻のみ5話）収録）が順次発売された。パッケージはヒーローであるゲキレンジャーだけではなく、敵である理央、メレ、ロンらもそれぞれメインとしてデザインされた巻もある。主な映像特典として、ゲキレンジャー役の俳優5人が語る「スクラッチ激獣トーク」、敵役の俳優3人が語る「臨獣トーク」、篠原保の「獣拳デザインファイル」などを収録。
- また「ヒーロークラブ」より、テレビシリーズの再編集版のDVDが2007年5月21日、7月21日に発売（全2巻）。1巻は1話と2話、2巻は10話と11話の抜粋版である。

### ネット配信
- 東映特撮 YouTube Official
  - 2013年5月6日 - 10月20日
  - 2018年3月23日 - 9月14日
  - 2022年9月11日 - 2023年3月5日

### 劇場版
『電影版 獣拳戦隊ゲキレンジャー ネイネイ!ホウホウ!香港大決戦』
2007年８月４日公開の劇場オリジナル作品。上映時間は36分。例年同様、同年の仮面ライダー作品『劇場版 仮面ライダー電王 俺、誕生!』と同時上映された。キャッチコピーは「今夏、最大級の“電ゲキ”が襲う」。香港を舞台に、スーパー戦隊シリーズの劇場版としては初の海外ロケが実施された。なお、追加メンバーは登場しない。
『劇場版 炎神戦隊ゴーオンジャーVSゲキレンジャー』
2009年1月24日公開。上映時間は57分。「スーパー戦隊Vシネマ」として制作されたVSシリーズの第15作だが、同時期に東映系で公開予定だった『ふうけもん』がトラブルにより公開中止となり、その代替として急遽、劇場公開となった。後輩戦隊との競演作。
『機界戦隊ゼンカイジャー THE MOVIE 赤い戦い! オール戦隊大集会!!』
2021年2月20日公開。『機界戦隊ゼンカイジャー』の劇場作品。ゲキレッドが登場。

### オリジナルビデオ
『獣拳戦隊ゲキレンジャーVSボウケンジャー』
2008年3月21日リリース。46分。VSシリーズの第14作。上述のとおり次作のVSシリーズが劇場公開となったため、ゲキレンジャーのVシネマは同作品のみである。先輩戦隊との競演作。
『なりきりムービー獣拳戦隊ゲキレンジャー 特別修行 ニキニキ！ニューヒーロー!』
2007年6月7日にオープンしたバンダイが運営する子供写真館「キッズフォトバンダイスタジオ」の撮影サービス用DVD。オリジナルストーリーに子供が登場する映像を撮影できるサービス。監督は鈴村展弘。番組終了に伴いゴーオンジャーに引き継がれた。
『獣拳戦隊ゲキレンジャースペシャルDVD ギュンギュン!拳聖大運動会』
幼年誌『テレビマガジン』などの応募者全員サービス用DVD作品。監督は加藤弘之。七拳聖にジャン（レッド）を加えた8人が、紅白に分かれ運動会を繰り広げる筋立ての15分程度の短編作品。ラン（イエロー）とレツ（ブルー）は審判を務める（他の追加メンバーや臨獣殿側のキャラクターは登場しない）。
『宇宙戦隊キュウレンジャーVSスペース・スクワッド』
2018年6月30日劇場公開。同年8月8日Blu-ray / DVD発売。メレが登場。

### 他テレビシリーズ
『魔進戦隊キラメイジャー』
2020年10月11日放送のエピソード27「大ピンチランナー」に真咲美希、真咲なつめがゲスト出演。同作においてスクラッチ社はキラメイジャーのメンバーで陸上選手でもある速見瀬奈（キラメイグリーン）のスポンサーで、美希は引き続き同社の特別開発室長、なつめは開発室勤務で瀬奈の学生時代の先輩という設定となっている。また、同話の脚本を本作のメイン脚本家である横手美智子が担当している。

### その他
『冬だっ! 休みだっ!! クレヨンしんちゃん&ドラえもん! 朝からどドーンと150分SP』
テレビ朝日にて2007年12月30日に放送された特番。素顔のゲキレンジャーと着ぐるみのしんのすけが共演。
『獣拳戦隊ゲキレンジャーショー』
2007年3月17日から2008年3月9日までスカイシアターで上演されたスーパー戦隊シリーズのヒーローショー。春、GW、夏、秋、正月、冬の6公演。テレビシリーズの俳優が出演する通称「素顔の戦士」と呼ばれる公演は、第4弾の秋と第6弾の冬に行われ、秋のショーでは戦隊の5人、冬のショーでは理央とメレを加えた7人が登場し、テレビシリーズとは異なる結末が用意された。また第5弾の正月公演では恒例の舞台挨拶が行われた。
『パワーレンジャー・ジャングルフューリー』
スーパー戦隊シリーズを海外向けにリメイクしたパワーレンジャーシリーズの第14作。『獣拳戦隊ゲキレンジャー』をベースとした作品であり、北米で2008年2月18日から11月3日まで放映された。